# Ammazzando il tempo
Ammazzando il tempo (Killing Time) è un romanzo dello scrittore statunitense Thomas Berger del 1967.

## Trama
Alla vigilia di Natale Betty e suo marito Arthur, sposati da poco, vanno a trovare la madre di lei. Scoprono un triplice omicidio: la signora Starr, l'altra figlia Billie e un pensionante vengono trovati morti. Arthur chiama la polizia, perché il morto ha un cacciavite piantato nella tempia. Arrivano il tenente Shuster e l'agente Tierney, della Squadra Omicidi e constatano che le due donne sono state strangolate. Arriva anche il padre di Betty, alcolista, che da anni vive separato dalla moglie. Il tenente Shuster interroga l'uomo e decide di portarlo alla stazione di polizia, dove sarà trattenuto tutta la notte. Lo accusa dell'omicidio, anche se sa che non è lui il colpevole. La stampa si getta voracemente sul caso, e il giorno dopo due giornali concorrenti si accordano uno con Betty e l'altro col padre per ricavarne storie da far leggere ai loro lettori. Ambedue vengono ospitati in due alberghi e dei giornalisti cercano di ottenere informazioni da essi. Nel caso del padre la coppia di giornalisti addetti al caso, Dilworth e Clegg, non riesce a cavare un ragno dal buco, nonostante i tentativi di ubriacarlo o addirittura di assoldare una prostituta, Lois, che lo faccia parlare.
Nel frattempo Tierney e il compagno Matt indagano su due precedenti affittuari. Uno di essi, Smart, fornisce interessanti informazioni sulle due donne. Dopodiche interrogano un certo Moran, che aveva affittato una stanza all'altro pensionante, di cui l'Autore ci fa conoscere le mosse: Joseph "Joe" Detweiler, che ritorna alla casa della madre in un'altra città e ha casuali interazioni con varia gente. Veniamo a sapere che non ha un vero mestiere, anche se si dichiara tassidermista, ma soprattutto che si è messo in testa una strana teoria, la Realizzazione, con cui fantastica di rivivere fatti del passato, e dei suoi tentativi, andati a vuoto, di farsi castrare da un medico, dopo aver provato a farlo da sé, non riuscendoci per il dolore. Tale soluzione, pensa, lo aiuterebbe a raggiungere senza distrazioni la Realizzazione.
Sapendo di essere ricercato, Joe va in una grande città e si presenta da un editore di giornali scandalistici, promettendo l'esclusiva della confessione. In cambio l'editore si impegna a fornirgli il suo avvocato, Melrose, di chiara fama, capace anche di far assolvere assassini della criminalità organizzata. Infatti Melrose è completamente dedito alla sua professione: tutelare gli interessi del cliente senza altre considerazioni. Dapprima riluttante a difendere un pazzo, dopo un colloquio con Detweiler, nel frattempo arrestato, accetta di difenderlo. Avrà numerosi colloqui con l'imputato, che ha confessato senza difficoltà i delitti dopo un rude trattamento da parte degli uomini del procuratore Crews, che vuole usare il caso per fare carriera politica. In carcere Joe viene anche visitato da due psichiatri mandati da Melrose, in quanto costui vuole basare la difesa sull'infermità mentale. Joe ha anche sviluppato uno strano rapporto amichevole con l'agente Tierney, che lo ha scortato nel trasferimento e ha partecipato all'interrogatorio iniziale. Tierney, dal canto suo, pur essendo sposato con prole ha iniziato una relazione, molto fisica ma poco spirituale, con Betty.
Infine, dopo molti mesi, il processo inizia e Detweiler fa una dichiarazione di colpevolezza. Il giudice chiama le due parti per un colloquio a tre e il procuratore Crews propone di derubricare l'omicidio da primo a secondo grado, sapendo di avere poche possibilità di ottenere una condanna a morte. Melrose, dopo un colloquio con Joe, accetta il patteggiamento, e Detweiler viene condannato all'ergastolo e trasferito in una struttura per insani di mente, dove si troverà bene, come scrive in una lettera a Melrose alla vigilia del Natale successivo a quello del delitto. Melrose gli risponde ringraziandolo per il cambiamento positivo che è avvenuto nella sua vita, causato dall'atteggiamento affettuoso del cliente. Joe scrive anche al poliziotto Tierney di salutare Betty, con cui aveva avuto una amicizia platonica, ma i due ex-amanti hanno smesso da tempo di vedersi. Betty sembra essersi realizzata nella famiglia, essendo incinta, e anche come scrittrice. Tierney telefona a Betty, ma si dimentica di parlarle di Joe. Poco dopo un tale lo uccide a coltellate senza motivo.

## Personaggi
- Joseph "Joe" Detweiler
- avvocato Melrose
- Betty Bayson
- agente Tierney

Personaggi secondari:
le tre vittime: signora Starr, la figlia Billie, il pensionante Appleton, Andrew Starr, Arthur Bayson marito di Betty, il tenente James Shuster della Omicidi, il giornalista Alloway, i giornalisti Dilworth e Clegg, l'agente Matthias, Smart il precedente affittuario, Moran, Lois, la madre di Joe, il procuratore Crews, Katherine moglie di Tierney, Brixton e Metcalfe, psichiatri.